# Acanthodiformes
Acanthodiformes es un orden de peces acantodios que vivieron desde principios del Devónico hasta principios del Pérmico.

## Subtaxones
- Familia Acanthodidae
  - Género Acanthodes
  - Género Acanthodopsis
  - Género Traquairichthys?
  - Género Utahacanthus?
- Familia Cheiracanthidae
  - Género Cheiracanthus
  - Género Fallodentus
  - Género Ginkgolepis
  - Género Haplacanthus
  - Género Homalacanthus?
  - Género Markacanthus
- Familia Howittacanthidae
  - Género Halimacanthodes
  - Género Howittacanthes
- Familia Mesacanthidae
  - Género Lodeacanthus
  - Género Melanoacanthus
  - Género Mesacanthus
  - Género Promesacanthus
  - Género Teneracanthus
  - Género Triazeugacanthus?